# ويلزيون
الويلزيون (بالويلزيَّة: Cymry) هم أمة ومجموعة عرقية كلتيّة أصليَّة في ويلز، أو ترتبط بطريقة أخرى بويلز، من خلال الثقافة والتاريخ واللغة الويلزية. ويلز هي بلد جزء من المملكة المتحدة، وغالبية الأشخاص الذين يعيشون في ويلز هم مواطنون بريطانيون.
اللغة الويلزية، التي تقع ضمن عائلة اللغات السلتية المعزولة، وقد تم تحدث بها تاريخياً في جميع أنحاء ويلز. وقبل القرن العشرين، تحدث عدد كبير من الويلزيين باللغة الويلزية فقط، مع قليل من المعرفة أو عدم الإجادة بالتحدث باللغة الإنجليزية. وتظل اللغة الويلزية هي اللغة السائدة في أجزاء من ويلز، لا سيَّما في شمال ويلز وغرب ويلز. في حين أنّ اللغة الإنجليزية هي اللغة السائدة في جنوب ويلز. العديد من سكان ويلز، حتى في مناطق ويلز التي تتحدث اللغة الإنجليزية، قادرون على التحدث أو فهم اللغة الويلزية بمستويات إتقان محدودة أو بطلاقة. وعلى الرغم من أن اللغة الويلزية وأسلافها قد تم التحدث بها في ما يعرف الآن بويلز منذ بداية التوغلات الرومانية في بريطانيا، إلا أن المؤرخ جون ديفيز يجادل بأن أصل «الأمة الويلزية» يمكن أن يعزى إلى أواخر القرن الرابع وأوائل القرن الخامس، مع مغادرة الرومان. وينطبق مصطلح «الشعب الويلزي» على الأشخاص من ويلز أو ذوي الأصول الويلزية ممن يشتاركون في تراث ثقافي وأصول ويلزية. ويعتنق أغلب الويلزيين المسيحية على مذهب البروتستانتية.
في عام 2016، وجد تحليل لجغرافية الألقاب الويلزية بتكليف من حكومة ويلز أن 718,000 شخص (حوالي 35% من سكان ويلز) لديهم اسم عائلي من أصل ويلزي، مقارنةً بحوالي 5.3% في بقية المملكة المتحدة، وحوالي 4.7% في نيوزيلندا، وحوالي 4.1% في أستراليا، وحوالي 3.8% في الولايات المتحدة، مع وجود ما يقدر بحوالي 16.3 مليون شخص في البلدان التي تمت دراستها والتي لديها على الأقل جزء من أصل ويلزي. ويعيش أكثر من 300,000 ويلزي في لندن وحدها.